# Oreophryne celebensis
Oreophryne celebensis es una especie de anfibio anuro de la familia Microhylidae.

## Distribución geográfica
Es endémica del norte de Célebes (Indonesia), a altitudes por encima de los 1000 m.